# Guettarda speciosa
Guettarda speciosa is een soort uit de sterbladigenfamilie (Rubiaceae). Het is een overblijvende struik of kleine boom die een hoogte kan bereiken van 2 tot 6 meter. De stam is bedekt met een gladde crèmekleurige grijze schors. De grote ovaalvormige bladeren zijn aan de bovenkant donkergroen en glad en aan de onderkant fijn behaard. De boom bloeit van oktober tot mei en heeft witte geurende bloemen. Na de bloei komen er zoetgeurende bolvormige harde vruchten die rijp worden van september tot maart. 
De soort wordt aangetroffen in kusthabitats op de eilanden in de Stille Oceaan, langs de kustlijn van centraal en noordelijk Queensland en het Noordelijk Territorium van Australië, langs de kusten van Zuidoost-Azië en Oost-Azië, op de Malediven, langs de oostkust van Afrika en op eilanden in de westelijke Indische Oceaan.
De plant wordt voor verschillende doeleinden gebruikt. Het hout wordt gebruikt voor het bouwen van hutjes en kano's en het maken van jacht- en visgerei. Op de Cookeilanden worden de bloemen gebruikt om kokosolie te parfumeren. Verder worden de schors, bladeren, bloemen en vruchten medicinaal aangewend. Jonge bladeren en bloemen worden in water gedrenkt wat als deoderant gebruikt kan worden.